# Jacobin
Jacobin (с англ. — «Якобинец») — американский левый ежеквартальный журнал, основанный в Нью-Йорке. Позиционируется как проект молодого поколения, нацелен на освещение современной политики, экономики и культуры с социалистической перспективы.
Журнал описывается как демократический социалистический и марксистский.

## История и обзор
Издание начинался как онлайн-журнал выпущен в сентябре 2010 года. Но в том же году проект был расширен, и весной 2011 года вышел первый бумажный номер журнала.
Печатная версия журнала издается ежеквартально, и 2016 году количество проданных экземпляров достигло 20000. Аудитория онлайн-версии достигает 700 000 читателей в месяц. По состоянию на 2016 год, редакция состоит из шести постоянных сотрудников. На интернет-портале публикуется от одной до двух статей ежедневно.
В 2013 году было объявлено о запуске книгоиздательского проекта под заглавием «Jacobin Books» в партнерстве с Verso Books and Random House. Кроме того, с осени 2014 года Jacobin спонсирует более 80 кружков по чтению социалистической литературы. О журнале Jacobin как одном из самых успешных современных проектов левого толка писали The New York Times и Vox.

## Название и логотип
Название журнала взято из книги С. Л. Р. Джеймса, «Черные якобинцы: Туссен Лувертюр и революция в Санто-Доминго», в которой тот приписывает черным гаитянским революционерам большую последовательность в отношении к идеалам Французской революции, чем собственно «белым якобинцам». Логотип символизирует Туссена-Лувертюра, известного лидера единственного успешного восстания рабов в истории человечества.
Среди авторов журнала — Янис Варуфакис, Ноам Хомский, Карим Абдул-Джаббар, Пабло Иглесиас Туррион и Джереми Корбин.